# 陈筠
陈筠（?—?），直隶安州（河北安新）人，清朝政治人物。进士出身。
陈筠于乾隆十六年（1751年）中式辛未科进士。曾于1752年接替张玮任华亭县知县一职，1757年由许治接任。